# 天理駅
天理駅（てんりえき）は、奈良県天理市川原城町にある、西日本旅客鉄道（JR西日本）・近畿日本鉄道（近鉄）の駅である。

## 概要

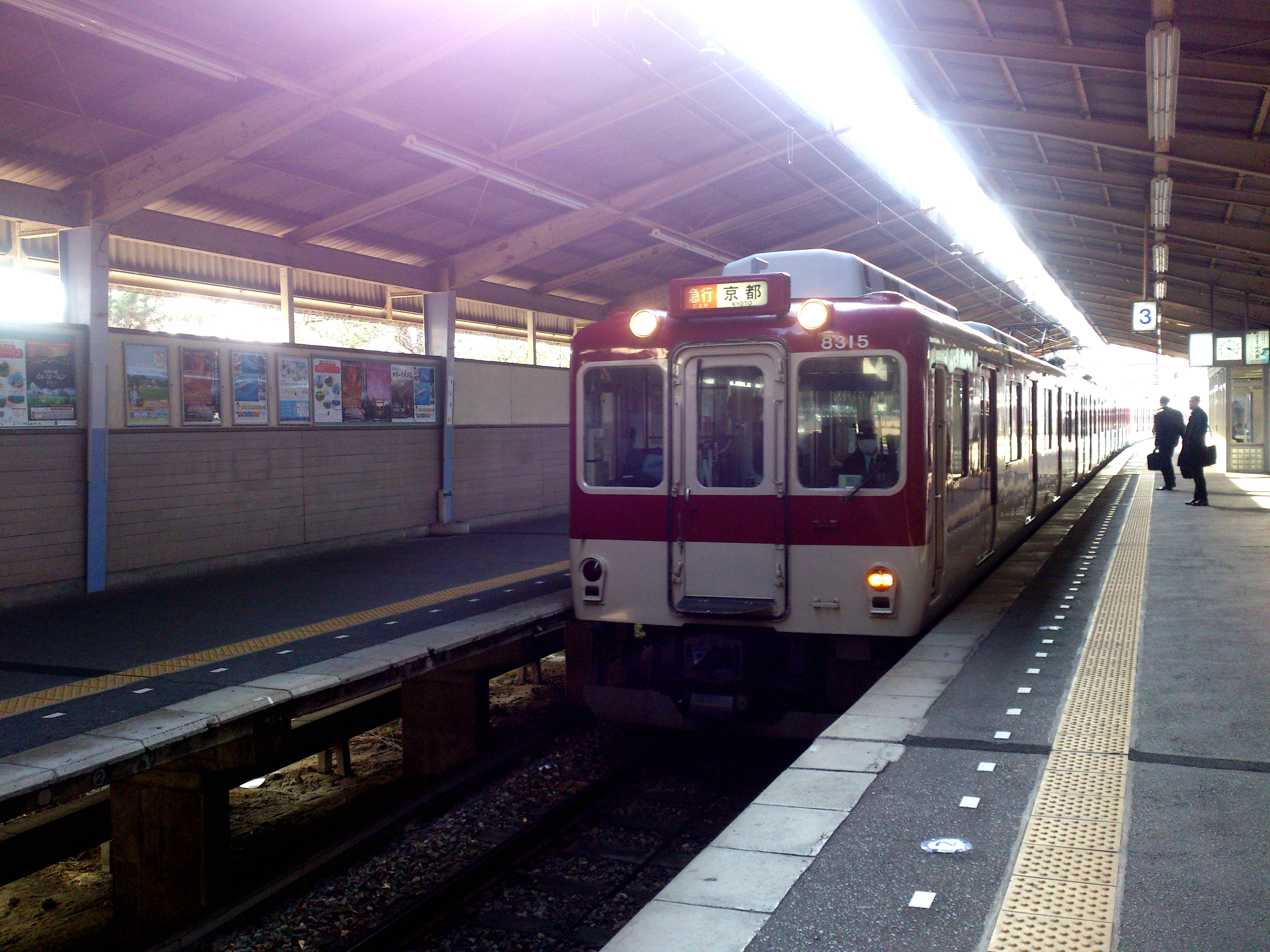
近鉄天理駅に入線する急行電車

天理市の代表駅である。元々別々であった日本国有鉄道（JR西日本の前身）と近畿日本鉄道の天理駅が統合されて新しい天理駅が設置された経緯から、地元では天理総合駅（てんりそうごうえき）とも呼ばれており、天理総合駅前交番など一部の機関名にもこの名が使用されている。

### 乗り入れ路線
JR西日本の桜井線（万葉まほろば線）と、近鉄の天理線が乗り入れ、接続駅となっている。天理線は当駅が終点である。桜井線については路線案内上では「万葉まほろば線」で統一されているため、以下「万葉まほろば線」と記載する。
近鉄にはH35の駅番号が導入されている。

## 歴史
- 1898年（明治31年）5月11日：奈良鉄道（現在の桜井線）の丹波市駅（たんばいちえき）として開業[2]。
- 1905年（明治38年）2月7日：関西鉄道が奈良鉄道から路線を承継し、同社の駅となる[2]。
- 1907年（明治40年）10月1日：関西鉄道が国有化され、官設鉄道の駅となる[2]。
- 1909年（明治42年）10月12日：線路名称制定。桜井線の所属となる[2]。
- 1915年（大正4年）2月7日：天理軽便鉄道（現在の近鉄天理線）の天理駅開業[2][3]。
- 1921年（大正10年）1月1日：天理軽便鉄道が大阪電気軌道（大軌）に譲渡[3]され、天理鉄道線となる。
- 1922年（大正11年）4月1日：天理鉄道線が標準軌に改軌、電化され、西大寺方面と直通可能になる。
- 1941年（昭和16年）3月15日：大軌が参宮急行電鉄と合併し、大軌天理駅が関西急行鉄道（関急）の駅となる[3]。
- 1944年（昭和19年）6月1日：関急天理駅が近畿日本鉄道（近鉄）の駅となる[3]。
- 1963年（昭和38年）5月25日：国鉄丹波市駅が天理市駅（てんりしえき）に改称[2]。旧駅名の由来となっていた丹波市町が合併により天理市となっていたため[4]。
- 1964年（昭和39年）10月30日：近鉄の天理駅が移転[5]。
- 1965年（昭和40年）9月1日：国鉄線高架化に伴い線路付け替え・駅移転[2]。天理駅に改称し近鉄の天理駅と駅統合[2]。同時に国鉄の貨物取扱廃止[6][7]。
- 1984年（昭和59年）10月20日：国鉄の荷物扱い廃止[7]。
- 1987年（昭和62年）4月1日：国鉄分割民営化により西日本旅客鉄道（JR西日本）[7]と近鉄の駅となる[2]。
- 1988年（昭和63年）2月11日：近鉄天理線の天理駅 - 二階堂駅間が複線化。
- 2005年（平成17年）3月1日：JR西日本でICカード「ICOCA」の利用が可能となる[8][9]。
- 2007年（平成19年）
  - 4月1日：近鉄の駅でPiTaPaが利用可能となる[10]。
  - 12月3日：JR西日本の駅で留置線電留化、および電子連動使用開始。
- 2010年（平成22年）3月13日：路線愛称の制定により、JR西日本で「万葉まほろば線」の愛称を使用開始[11]。

## 駅構造

### JR西日本
ホームは高架の2階にあり、島式2面4線であるがこのうち通常使用されているのは3・4番のりばのみで、1・2番のりばは団体専用ホームとして使用され、普段は早朝にレールの錆取りを兼ねて回送車が入線する程度で、ホームへの階段は閉鎖されている。
1965年の高架化当初は、2018年現在とのりばの番号の振りが逆で、現在の通常ホームが1（4）・2（3）番のりば、団体専用ホームが3（2）・4（1）番のりばだった（カッコ内が現在の番号）。

#### 駅設備・営業面
王寺鉄道部が管理している直営駅で、ICカード乗車券「ICOCA」の利用エリアの近畿圏エリアに含まれている。改札口は団体専用のものも含めて1階にあり、高架下1階の南側がJRの駅施設（待合室・出改札・コンコース）となっている。自動改札機とエレベーターが設置されている。

#### のりば

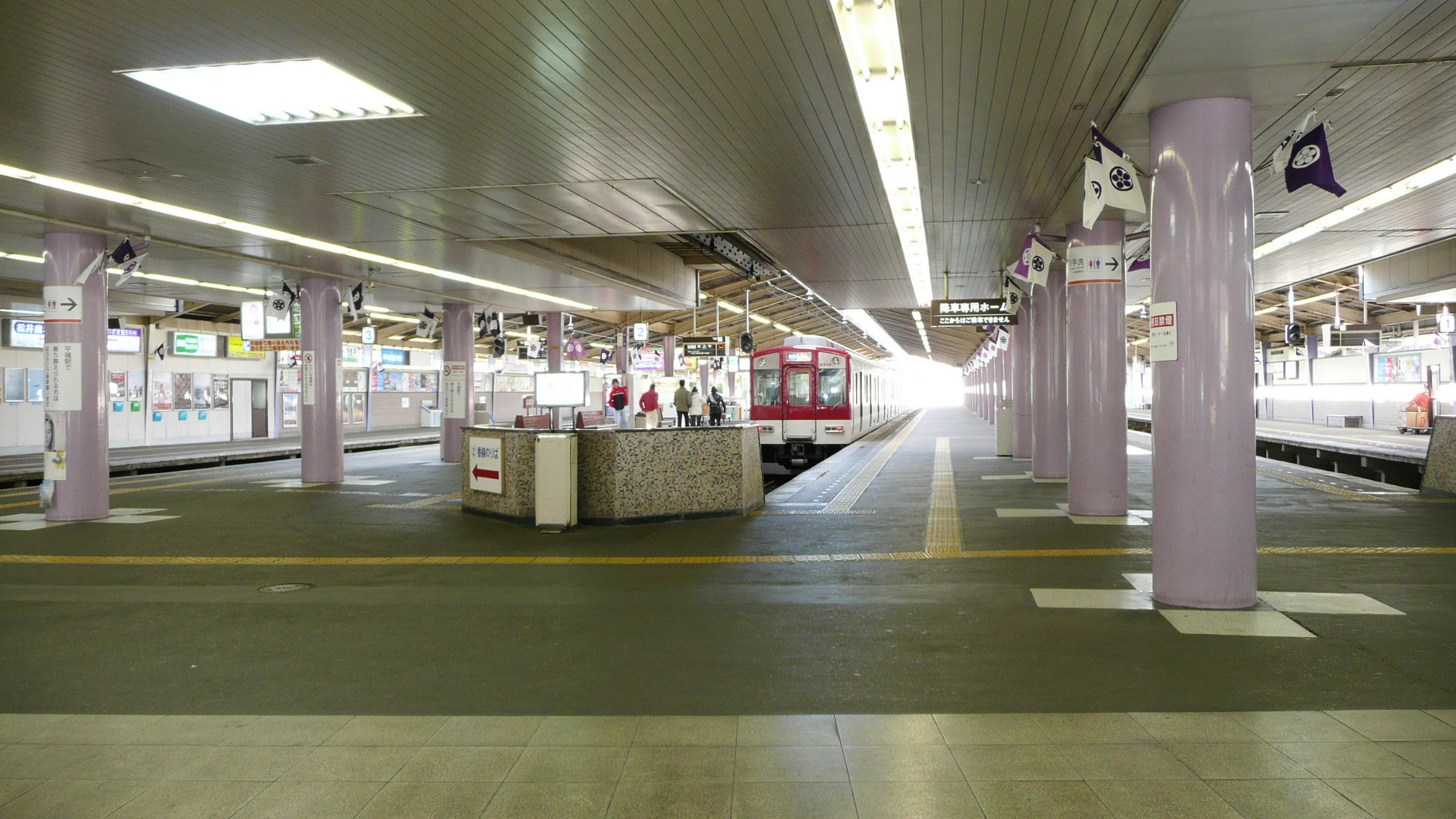
駅構内の様子（2008年1月）

| のりば | 路線               | 方向               | 行先               |
| ------ | ------------------ | ------------------ | ------------------ |
| 1・2   | （団体専用ホーム） | （団体専用ホーム） | （団体専用ホーム） |
| 3      | 万葉まほろば線     | 上り               | 奈良・京都方面     |
| 4      | 万葉まほろば線     | 下り               | 桜井・高田方面     |

- 上表の路線名は旅客案内上の名称（愛称）で表記している。

#### 天理電留線
駅の北方には留置線があり、日中は臨時列車、夜間は大和路線・奈良線の列車が留置されている。以前は天理駅1番線および留置線は非電化であったが、2008年3月15日のおおさか東線開業により奈良電車区構内および王寺駅留置線が過密化するために電化された。併せて乗務員宿泊所も設けられている。

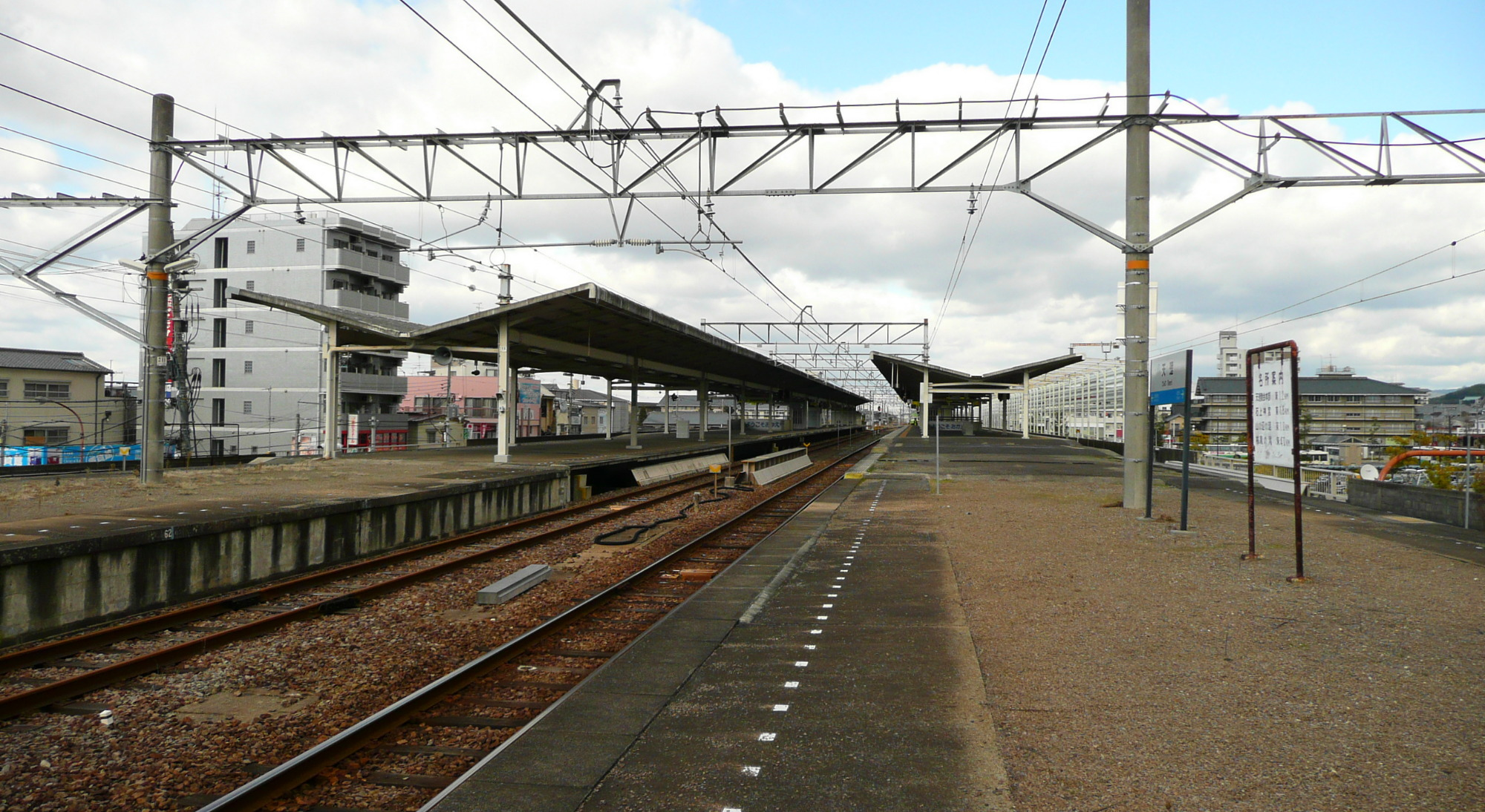
ホーム（2008年1月）
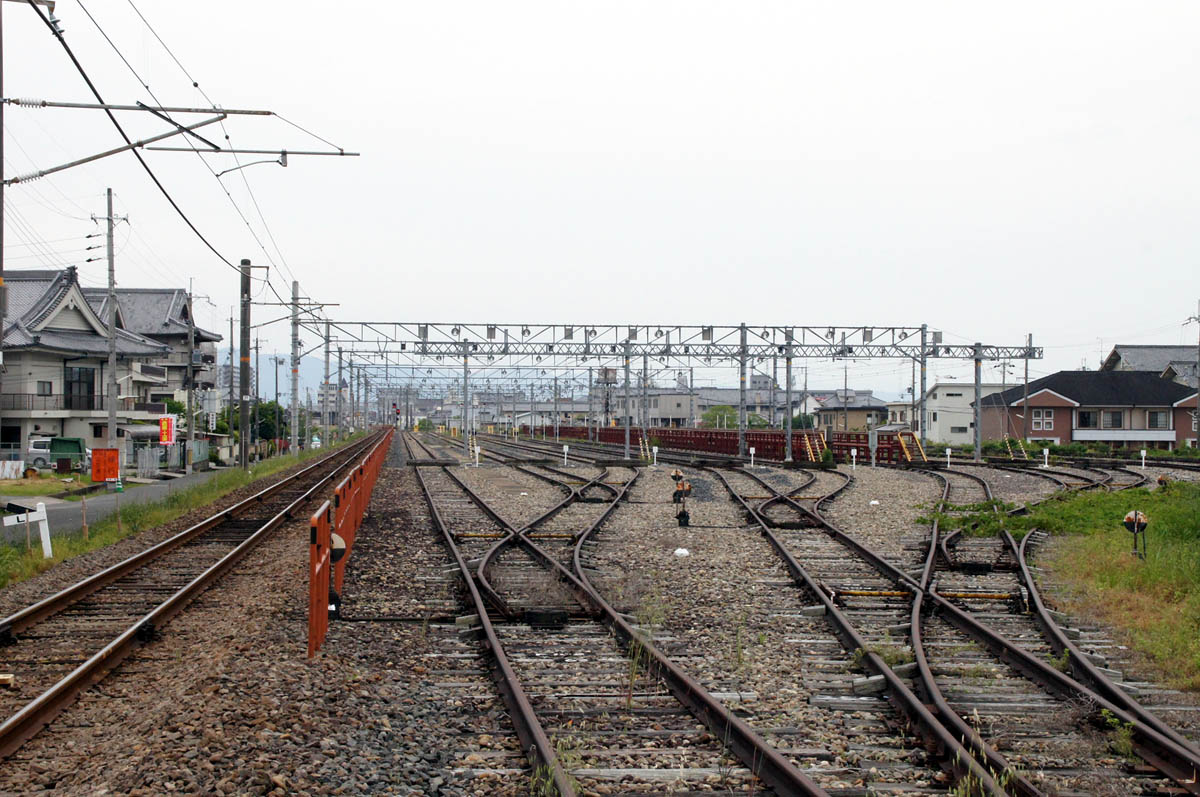
天理電留線（2012年5月）

### 近畿日本鉄道
天理線は1階にJR西日本とは直角に西方から乗り入れている。ホームは頭端式ホーム4面3線を有する地上駅で、駅西側には引き上げ線（4号線）がある。普段は2番乗り場と3番乗り場を使用しており、天理教月次祭などの際は1番乗り場を使用することがある。
ダイヤ面
- 当駅を発着する列車の殆どは平端行き普通となっている。ただ、初発の普通は大和西大寺行きであるほか、主に午前と夕方には京都駅・新田辺駅・大和西大寺駅をそれぞれ発着とする急行、普通も設定されている[15]。
  - 平日ダイヤでの10:31発急行、土休日ダイヤでの15:33発急行は、大阪難波行きであり奈良線へ直通している[15]。
- 日中時間帯は、基本的に平端駅発着の普通列車が毎時4本運転されている[15]。
- 通常ダイヤでは設定されてないものの、天理教祭事の開催日などには当駅終着、始発の特急列車が運行される。

駅設備・営業面
- 駅長が置かれ、天理線の全駅と橿原線の尼ヶ辻駅 - 笠縫駅間を管理している[16]。
- 特急券および定期券は駅窓口にて購入可能となっている[17]。
- 改札外には近鉄リテーリングが運営する有人売店（ファミリーマート近鉄天理駅前店）が設置されている[17]。

#### のりば
| のりば | 路線     | 行先                 |
| ------ | -------- | -------------------- |
| 1 - 3  | H 天理線 | 京都・大和西大寺方面 |

## 臨時列車
毎月26日の月次祭を始めとする祭礼時には、近鉄・JRともに臨時列車や団体専用列車（通称：天理臨）が運転される。

### JR西日本
奈良駅発着の普通列車が一往復設定されている。

### 近畿日本鉄道
- 特急列車[21]
  - 京都駅始発が1本、京都駅終着が2本（土休日1本）設定されている。
- 急行列車[21]
  - 京都駅始発が1本、新田辺駅始発が1本（土休日なし）、大和西大寺駅始発が3本設定されている。
  - 京都駅終着が6本、大和西大寺駅終着が3本設定（土休日1本）されている。
  - 平日ダイヤで当駅14:20発の臨時急行は、大和西大寺から大阪難波行き臨時快急として運行される。

## 利用状況
定期外利用者で最も多いのは天理教本部へ向かう同教信者の利用（いわゆる「おぢばがえり」）であり、多数の信者が乗降する。その間は臨時ダイヤグラムになることもある。
「奈良県統計年鑑」「天理市統計情報」によると、1日の平均乗車人員は以下の通りである。JRの2023年度の1日平均乗降人員は4,596人。JRでは桜井線の途中駅では、最も多い。
| 年度               | JR西日本         | 近鉄             |
| 年度               | 1日平均 乗車人員 | 1日平均 乗車人員 |
| ------------------ | ---------------- | ---------------- |
| 1997年（平成09年） | 3,735            | 9,334            |
| 1998年（平成10年） | 3,669            | 9,147            |
| 1999年（平成11年） | 3,505            | 8,773            |
| 2000年（平成12年） | 3,449            | 8,561            |
| 2001年（平成13年） | 3,207            | 8,280            |
| 2002年（平成14年） | 3,042            | 8,016            |
| 2003年（平成15年） | 2,940            | 7,907            |
| 2004年（平成16年） | 2,849            | 7,742            |
| 2005年（平成17年） | 2,857            | 7,660            |
| 2006年（平成18年） | 2,948            | 7,737            |
| 2007年（平成19年） | 2,852            | 7,456            |
| 2008年（平成20年） | 2,829            | 7,383            |
| 2009年（平成21年） | 2,769            | 7,046            |
| 2010年（平成22年） | 2,757            | 7,139            |
| 2011年（平成23年） | 2,644            | 6,979            |
| 2012年（平成24年） | 2,660            | 6,833            |
| 2013年（平成25年） | 2,753            | 6,949            |
| 2014年（平成26年） | 2,685            | 6,802            |
| 2015年（平成27年） | 2,784            | 6,803            |
| 2016年（平成28年） | 2,676            | 6,700            |
| 2017年（平成29年） | 2,648            | 6,659            |
| 2018年（平成30年） | 2,610            | 6,518            |
| 2019年（令和元年） | 2,578            | 6,341            |
| 2020年（令和02年） | 1,863            | 4,364            |
| 2021年（令和03年） | 1,998            | 3,825            |

### 近畿日本鉄道
近年における当駅の1日乗降人員の調査結果は以下の通り。
- 2022年11月8日：8,252人
- 2021年11月9日：7,650人
- 2018年11月13日：9,838人
- 2015年11月10日：10,274人
- 2012年11月13日：10,089人
- 2010年11月9日：10,779人
- 2008年11月18日：10,694人
- 2005年11月8日：11,250人

## 駅周辺

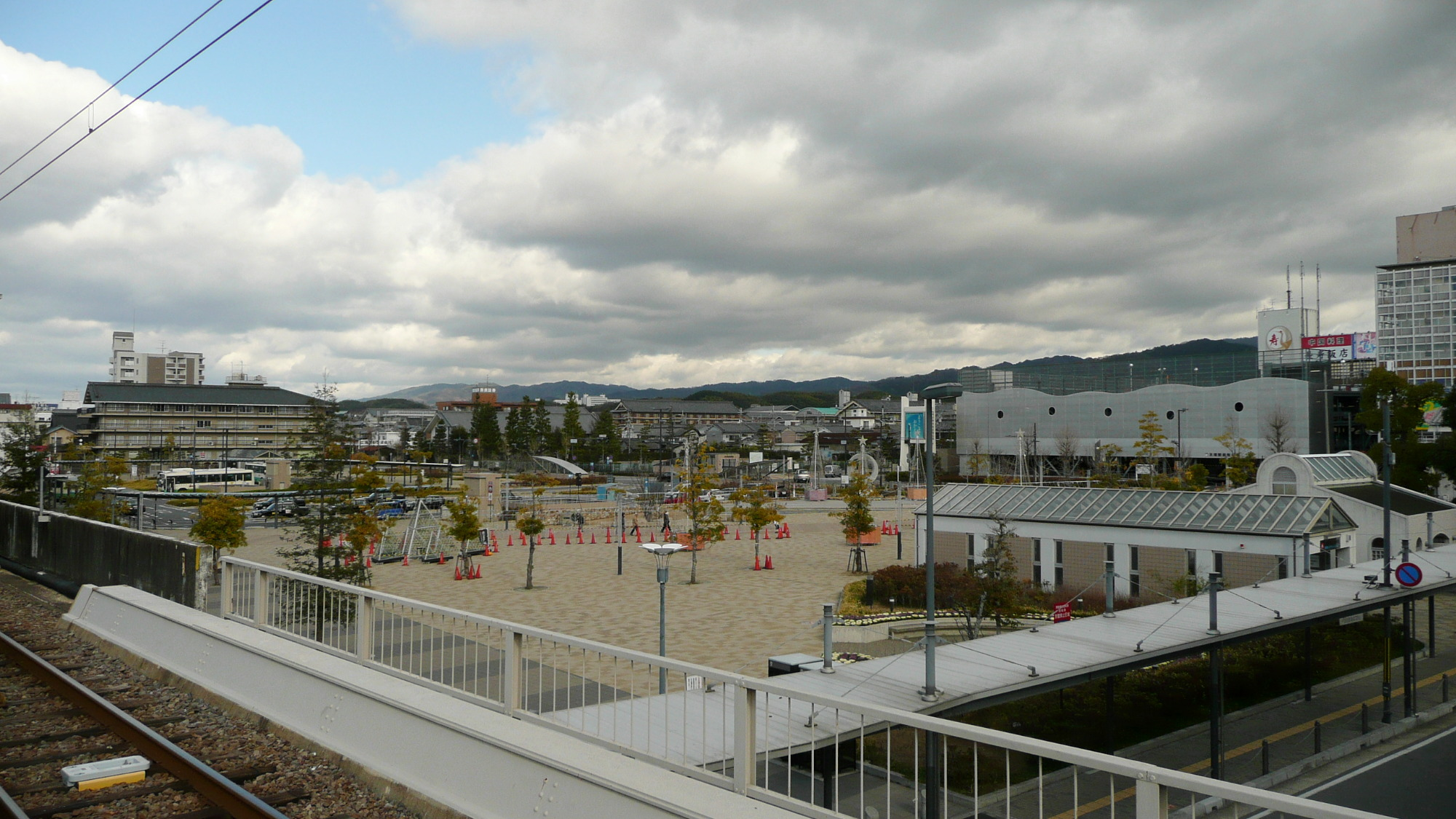
駅前の様子（2008年1月）

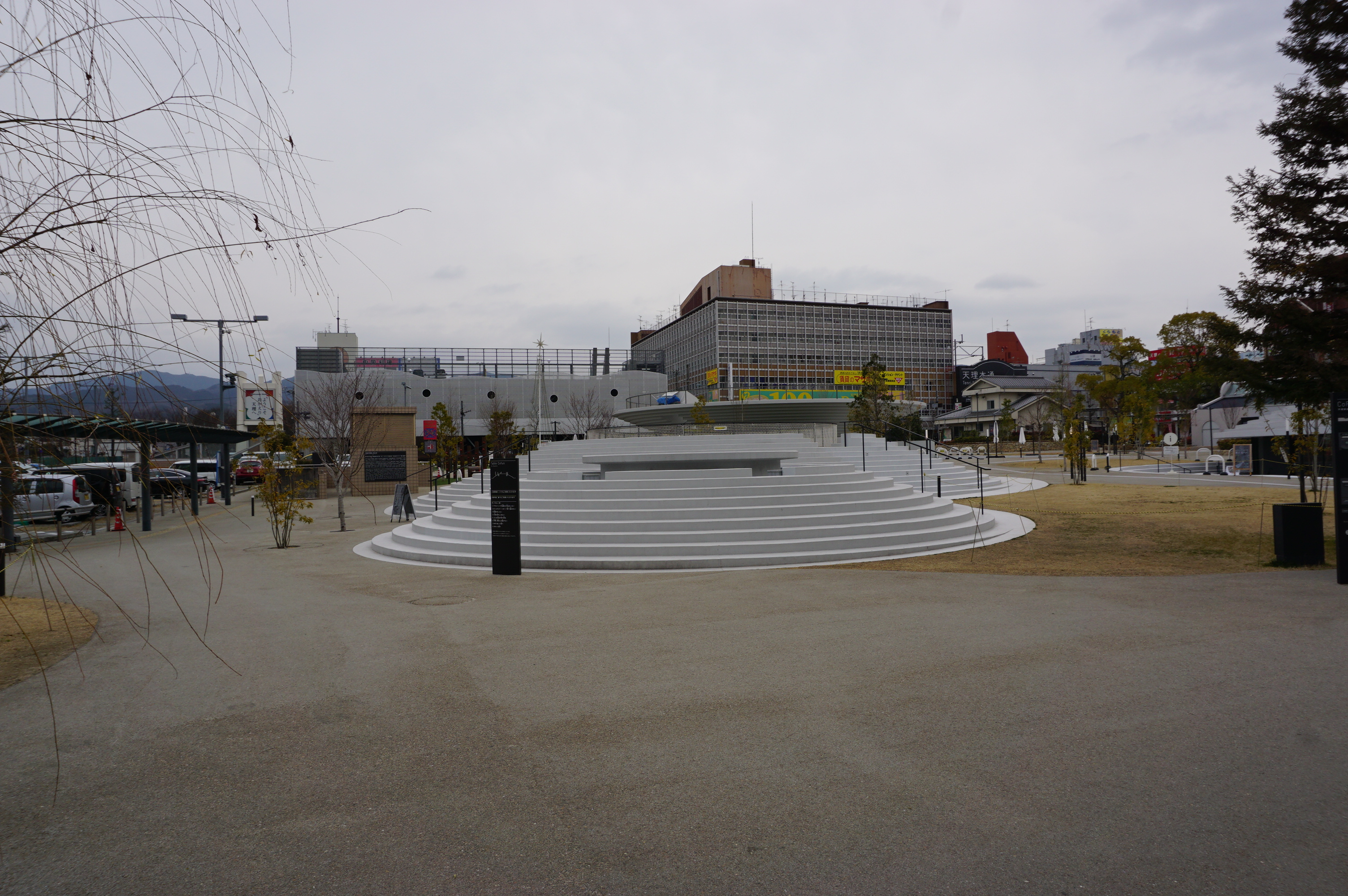
駅前広場にできた「コフフン」

- 天理駅前広場 - 2017年に佐藤オオキ率いるnendoデザインによる新しい駅前広場が完成した[25][26]。交通広場を含めた全体の土木・建築工事の基本・実施設計はシードコンサルタント（協力：安井建築設計事務所）。現場監理は安井建築設計事務所。施工は大和ハウス。古墳をイメージしたオブジェクトが設置されていることからコフフンという愛称がつけられている。
- 田井庄池公園
  - 蒸気機関車 (D51 691) と旧型客車1両（オハ61 930）が静態保存されている。
- 天理市役所
- 天理郵便局
- 奈良県天理警察署
- 天理消防署
- 天理市民会館
- 天理教教会本部
- 天理大学
- 天理大学附属天理図書館
- 天理高等学校
- 天理教校学園高等学校
- 天理大学附属天理参考館
- 石上神宮・山辺の道[2]
- 天理よろづ相談所病院
- イオンタウン天理
  - ザ・ビッグエクストラ 天理店
- ドン・キホーテ 天理店
- 東横INN天理駅前
- 奈良信用金庫 天理支店

## バス路線
| のりば   | 運行事業者                            | 系統・行先 | 備考                                                                                       |
| 路線バス | 路線バス                              | 路線バス | 路線バス                                                                                   |
| -------- | ------------------------------------- | --- | ------------------------------------------------------------------------------------------ |
| 1        | 奈良交通                              | 61系統・62系統・63系統・64系統：桜井駅北口 62系統・64系統：桜井駅北口 文系統：天理大学                                                        | 「64系統」は平日のみ運行 「文系統」は大学開校日のみ運行                                    |
| 2        | 奈良交通                              | 18系統：針インター 21系統：山辺高校 52系統：シャープ総合開発センター                                                                          | 「18系統」は平日のみ運行 「52系統」は朝夕のみ運行                                          |
| 3        | 奈良交通                              | 50系統・82系統・92系統・182系統・192系統：JR奈良駅西口 55系統・65系統：シャープ総合開発センター 64系統・66系統：憩の家外来棟                  | 「55系統」「65系統」は昼間のみ運行 「64系統」「66系統」「92系統」「192系統」は平日のみ運行 |
| －       | 天理市コミュニティバス 「いちょう号」 | 西部線：結崎駅 東部線：下山田 / 天理北中学校                                                                                                  | 両路線とも障がい者は無料 「西部線」は土休日運休、「東部線」は12月29日 - 1月3日は運休       |
| 高速バス |                                       | |                                                                                            |
| －       | 奈良交通 大阪空港交通                 | リムジンバス（奈良線）：大阪(伊丹)空港 |                                                                                            |
| －       | 奈良交通 関東バス                     | やまと号（奈良 - 新宿線）：JR奈良駅 / バスタ新宿・京王プラザホテル やまと号（五條 - 新宿線）：五條バスセンター / バスタ新宿・京王プラザホテル |                                                                                            |
| －       | 奈良交通 京成バス                     | やまと号（奈良 - 東京ディズニーリゾート・横浜線）：大和西大寺駅南口 / 横浜駅（YCAT）・東京ディズニーシー・東京ディズニーランド・京成津田沼駅  |                                                                                            |

備考
奈良交通の路線のうち、天理よろづ相談所病院 憩の家外来棟の休診日にあたる年末年始（12月29日 - 翌年1月3日）・4月1日（天理よろづ相談所病院開所記念日）は以下の通りになる。
- 憩の家外来棟を経由する65系統、92系統、192系統は、それぞれ憩の家外来棟を経由しない55系統、82系統、182系統に変更される。
- 64系統・66系統は運休する。

2021年4月1日のダイヤ改正で、天理よろづ相談所病院ですべての土曜日の外来診療が休診となったことに伴い、土曜に憩の家外来棟を経由していた系統は憩の家外来棟を経由しない系統に変更された。

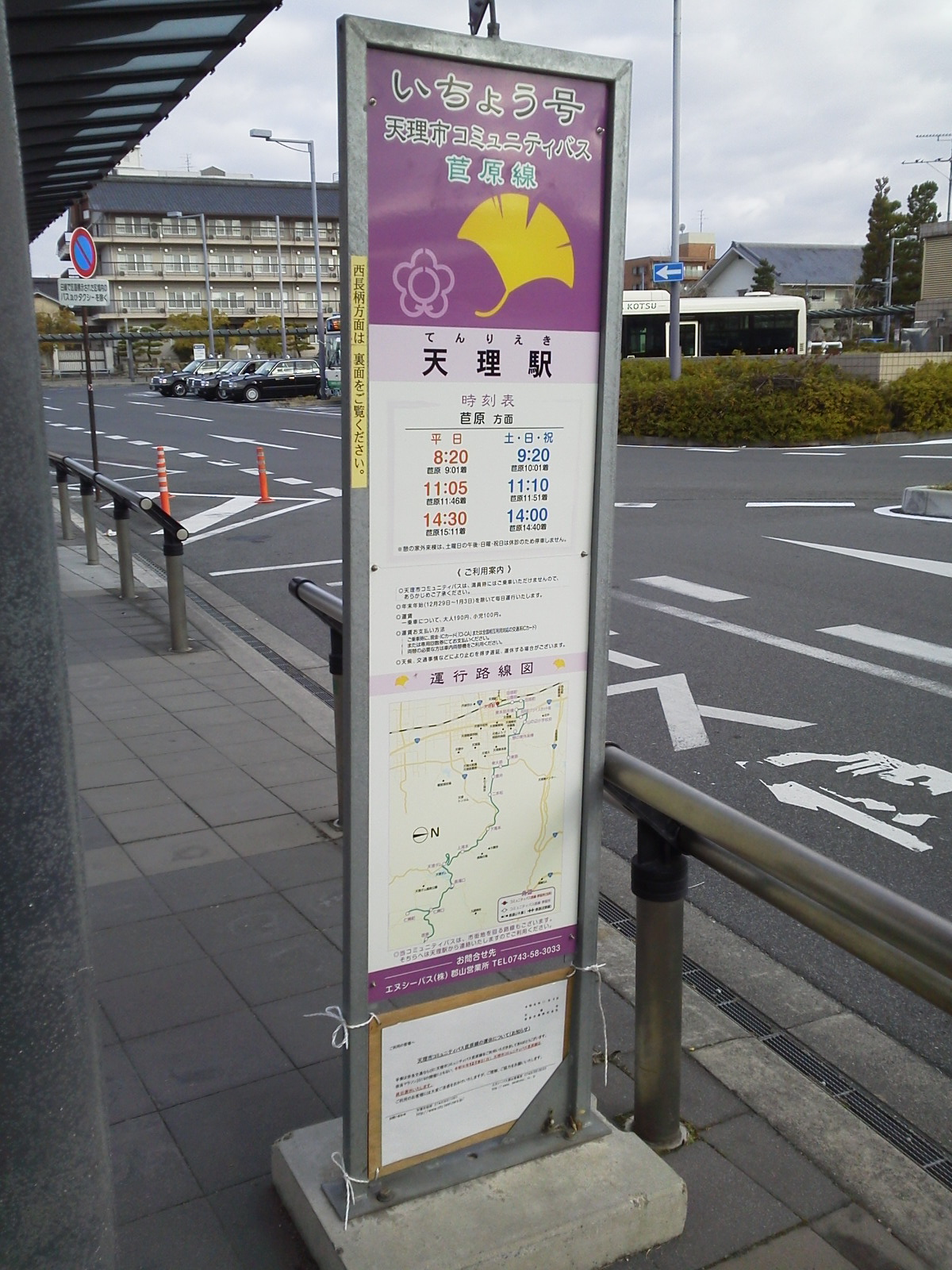
天理市コミュニティバス「いちょう号」苣原線の標柱

### その他
- このほか、天理駅到着のみ（天理駅発便がない片道のみ）となる系統として44系統（JR奈良駅発、添上高校経由）が存在する。
- 過去には、三重交通が上野市駅から特急バス（上野天理線を参照）、近鉄バス（運行当時は近畿日本鉄道）も大阪阿部野橋駅から路線を運行していた。

## 隣の駅
西日本旅客鉄道（JR西日本）
 万葉まほろば線（桜井線）
■快速（高田駅経由大和路線直通）・■普通
櫟本駅 - 天理駅 - 長柄駅

近畿日本鉄道
H 天理線
- □臨時特急発着駅（天理教月次祭＜毎月26日＞および、その他天理教の祭事時に運行される臨時列車）

■急行・■普通
前栽駅 (H34) - 天理駅 (H35)